# Phengodes varicolor
Phengodes varicolor là một loài bọ cánh cứng trong họ Phengodidae. Loài này được Zarazoga & Wittmer miêu tả khoa học năm 1986.